# Tan Joe Hok
Tan Joe Hok  (* 11. August 1937 in Bandung; † 2. Juni 2025 in Jakarta, auch bekannt als Hendra Kartanegara) war ein indonesischer Badmintonspieler.

## Karriere
Hok gehörte 1958, 1961 und 1964 dem indonesischen Thomas-Cup-Team an, welches diese Weltmeisterschaft für Männermannschaften in den genannten Jahren dreimal in Folge gewann. 1959 und 1960 siegte er bei den Canada Open und den US Open im Herreneinzel. 
Seinen größten Erfolg in den Einzeldisziplinen feierte Tan Joe Hok 1959 ebenfalls im Herreneinzel, als er die prestigeträchtigen All England gewann. 1963 verlor er das Doppelfinale bei den All England mit Ferry Sonneville gegen Finn Kobberø und Jørgen Hammergaard Hansen. Bei den Asienspielen 1962 gewann er erneut Gold im Herreneinzel. Zu Silber reichte es im Herrendoppel mit Liem Tjeng Kiang bei derselben Veranstaltung. 1967 feierte er seinen letzten großen Turniersieg im Mixed mit Retno Koestijah bei den Malaysia Open.